# Theodor Pellander
Theodor Pellander (geboren am 2. Januar 1914 in Pont; gestorben im 20. Jahrhundert) war ein deutscher Kommunalpolitiker und von 1969 bis 1974 Landrat des Kreises Geldern.

## Leben
Pellander, von Beruf Landwirt, trat nach dem Zweiten Weltkrieg der neu gegründeten CDU. Seit 1945 bis 1969 gehörte er zunächst dem Gemeinderat seiner Heimatgemeinde Pont an, bevor er 1969 kurzzeitig Bürgermeister und Amtsbürgermeister der Gemeinden Pont, Veert und Walbeck war, ehe diese noch im selben Jahr in die Stadt Geldern eingemeindet wurden. Parallel war Pellander von 1952 bis 1974 Mitglied des Kreistages des Landkreises Geldern, sowie von 1964 bis 1969 erst stellvertretender und nachfolgend vom 27. November 1969 bis zur Auflösung des Kreises zum 31. Dezember 1974 dessen letzter Landrat. Nach der Bildung des neuen Kreis Kleve, in dem der Kreis Geldern aufgegangen war, blieb Pellander noch bis 1979 Mitglied des Kreistages und zudem stellvertretenden Landrat des Kreises Kleve.
Von 1970 bis 1974 war Pellander Mitglied des Veterinärausschusses des Landkreistages Nordrhein-Westfalen sowie stellvertretendes Mitglied  des Sozial- und Jugendausschusses. Auf Grund seiner zahlreichen öffentlichen Tätigkeiten wurde er wiederholt geehrt, so u. a. mit dem Bundesverdienstkreuz 1. Klasse, der goldenen Plakette der Landwirtschaftskammer Rheinland und der silbernen Nadel des Rheinischen Landwirtschaftsverbandes.